# كولن وايت (لاعب هوكي جليد)
كولن وايت (بالإنجليزية: Colin White)‏ هو لاعب هوكي جليد أمريكي، ولد في 30 يناير 1997 في هانوفر في الولايات المتحدة.

## وصلات خارجية
- كولن وايت على موقع دوري الهوكي الوطني (الإنجليزية)
- كولن وايت على موقع EliteProspects.com (الإنجليزية)
- كولن وايت على موقع HockeyDB.com (الإنجليزية)
- كولن وايت على موقع Hockey-Reference.com (الإنجليزية)